# Jens Esser
Jens Esser (* 15. Dezember 1971 in Bremen) ist ein deutscher Käferforscher, Taxonom und Naturschützer. Jens Esser beschäftigt sich insbesondere mit Käfern, die mit Holz und Pilzen in Verbindung stehen. Seine taxonomische Arbeit konzentriert sich hauptsächlich auf Gattungen aus der Familie der Schimmelkäfer (Cryptophagidae).